# Gerichtsbezirk Neweklau
Der Gerichtsbezirk Neweklau (tschechisch: soudní okres Neveklov) war ein dem Bezirksgericht Neweklau unterstehender Gerichtsbezirk im Kronland Böhmen. Er umfasste Gebiete in der Mittelböhmischen Region. Zentrum und Gerichtssitz des Gerichtsbezirks war die Stadt Neweklau (Neveklov). Das Gebiet gehörte seit 1918 zur neu gegründeten Tschechoslowakei und ist seit 1991 Teil der Tschechischen Republik.

## Geschichte
Die ursprüngliche Patrimonialgerichtsbarkeit wurde im Kaisertum Österreich nach den Revolutionsjahren 1848/49 aufgehoben. An ihre Stelle traten die Bezirks-, Landes- und Oberlandesgerichte, die nach den Grundzüge des Justizministers geplant und deren Schaffung am 6. Juli 1849 von Kaiser Franz Joseph I. genehmigt wurde. Der Gerichtsbezirk Neweklau gehörte zunächst zum Kreis Tabor und umfasste 1854 die 31 Katastralgemeinden Bělic, Blaženic, Břežan, Chleb, Chrschkau, Daleschic, Dunawic, Hořetic, Jablona, Krchleb, Křečowic, Krňan, Krusičan, Leschau, Marschowic, Maskowic, Nahorub, Neschetic, Netwořic, Neweklau, Oujezd, Rabin, Schebanowic, Strani, Teletin, Třepschin, Tuchin, Wlkonic, Wschtic, Zahradka und Zběradic.
Der Gerichtsbezirk Neweklau bildete im Zuge der Trennung der politischen von der judikativen Verwaltung ab 1868 gemeinsam mit den Gerichtsbezirken Beneschau (Benešov) und Wlašim (Vlašim) den Bezirk Beneschau.
Im Gerichtsbezirk Neweklau lebten 1869 14.053 Menschen 1900 waren es 13.914 Personen.
Der Gerichtsbezirk Neweklau wies 1910 eine Bevölkerung von 13.631 Personen auf, von denen 11 Deutsch und 13.607 Tschechisch als Umgangssprache angaben. Im Gerichtsbezirk lebten zudem 13 Anderssprachige oder Staatsfremde.
Durch die Grenzbestimmungen des am 10. September 1919 abgeschlossenen Vertrages von Saint-Germain kam der Gerichtsbezirk Neweklau vollständig zur neugegründeten Tschechoslowakei, wobei die Gerichtseinteilung bis 1938 im Wesentlichen bestehen blieb. Nach dem Münchner Abkommen wurde das Gebiet dem Protektorat Böhmen und Mähren zugeschlagen.
Nach dem Zweiten Weltkrieg gehörte das Gebiet zum Okres Benešov, dessen Behörden jedoch im Zuge einer Verwaltungsreform 2003 ihre Verwaltungskompetenzen verloren. Diese werden seitdem von den Gemeinden bzw. dem Středočeský kraj, zu dem das Gebiet um Neweklau seit Beginn des 21. Jahrhunderts gehört, wahrgenommen.

## Gerichtssprengel
Der Gerichtssprengel umfasste 1910 die 25 Gemeinden Bělice (Bělitz), Blaženice (Blaženitz), Břežany (Břežan), Chleby (Chleb), Chrášťany (Chrášťan), Hořetice (Hořetitz), Jablonná (Jablona), Krchleby (Krchleb), Křečovice (Křečowitz), Krňany (Krňan), Krusičany (Krusičan), Lešany (Leschan), Maršovice (Marschowitz), Nahoruby (Nahorub), Neštětice (Neschtětitz), Netvořice (Netwořitz), Neveklov (Neweklau), Rabín (Rabin), Šebáňovice (Schebanowitz), Straný (Strani), Tuchyň (Tuchin), Vlkonice (Wlkonitz), Vysoký Oujezd (Hochoujezd), Zahrádka (Zahradka) und Zderadice (Zderaditz).